# 倉本聰・富良野からの風を
倉本聰・富良野からの風を（くらもとそう・ふらのからのかぜを）は、ニッポン放送で2001年11月から2007年3月25日まで放送されていたラジオ番組である。

## 番組概要
- 倉本聰が毎月一人のゲストと対談をする番組であった。

## パーソナリティ
- 倉本聰

## アシスタント
- 那須恵理子アナウンサー

## 放送時間
- 2001年11月-2005年3月　6:00 - 6:45
- 2005年4月-2007年3月　6:15 - 6:45